# 奥野他見男
奥野 他見男（おくの たみお、1889年6月16日 - 1953年12月17日）は、日本の作家。本名・西川他見男。

## 来歴
金沢生まれ。金沢医学専門学校薬学科卒。学生時代「北國新聞」に「凸坊日記」を連載し、1915年『大学出の兵隊さん』で単行本デビュー、爆発的人気を得た。『婦女界』『主婦の友』などに連載し、流行語、新風俗を描きユーモア作家として大正から昭和初期に一世を風靡した。

## 著書
- 『大学出の兵隊さん』東文堂、1915
- 『おなかの逆立ち』泰山房、1916
- 『おへその宙返り』東文堂、1916
- 『諷刺諧謔 先生様と生徒』東文堂、1916
- 『初旅の凸ちゃん』東文堂、1916
- 『あの山恋し海恋し』東京堂、1917
- 『学士様なら娘をやろか』東文堂、1917
- 『であります物語 大学出の兵隊さん』東文堂、1917
- 『凸坊先生』東文堂、1917
- 『高い山から谷そこ見れば』文名社、1918
- 『娘の顔も日に三度』東文堂、1918
- 『赤い顔して女優を待てば』白羊社、1919
- 『奥野他見男傑作集』文名社、1919
- 『三国一の花嫁様は』白羊社、1919
- 『娘もの云ふた好きとゆた』白羊社、1919
- 『嫁が欲しゆうてなりませぬ』白羊社、1920
- 『若きものよ高らかに歌ヘ』白羊社、1920
- 『熱き血汐にふれも見で』潮文閣、1921
- 『若い学士とあの娘』東京図書、1921
- 『君は燃えたり火の如く』講談社、1922
- 『春の悶え』日本書院、1922
- 『愛人』潮文閣、1923
- 『君と別れて松原ゆけば』潮文閣、1923
- 『支那街の一夜』潮文閣、1923
- 『他見男さん滑稽物語』潮文閣、1923
- 『彼の君を憶ふ』潮文閣、1924
- 『おへその宿に泊るの記』潮文閣、1925
- 『別府夜話』潮文閣、1925
- 『温泉場の女』潮文閣、1926
- 『春の誘惑』潮文閣、1926
- 『青春よさらば』明日社、1927
- 『夜』白揚社、1927
- 『君と寝ようか五千石取ろか』玉井清文堂、1929
- 『女学校出の花嫁さん』玉井清文堂、1929
- 『ハルビン夜話』玉井清文堂、1929
- 『月給日の兄さん』東文堂、1933
- 『ユーモア新傑作集』新興出版社、1935

## 参考
- 『日本近代文学大事典』講談社、1984
- 小谷野敦『恋愛の昭和史』文藝春秋、2004